# Mary Simon
Pour les articles homonymes, voir Simon.
Mary Simon (en inuktitut : Ningiukudluk ; en syllabaire inuktitut : ᒥᐊᓕ ᓴᐃᒪᓐ), née Mary Jeannie May le 21 août 1947 à Kangiqsualujjuaq (Québec), est une animatrice de radio, chancelière d'université, diplomate et femme d'État canadienne. Gouverneure générale du Canada depuis le 26 juillet 2021, elle est la première personne possédant des origines autochtones (inuites) à occuper cette fonction,.

## Biographie

### Jeunesse et études
Mary Jeannie May est née le 21 août 1947 à Kangiqsualujjuaq, dans le Nord-du-Québec, d'une mère inuk et d'un père britannique, commerçant de fourrures pour la Compagnie de la Baie d'Hudson,. Durant son enfance, la famille déménage à Kuujjuaq.
Simon a fréquenté l'externat fédéral de Kuujjuaq à Kuujjuaq (anciennement Fort Chimo).

### Début de carrière
Au début de sa carrière, dans les années 1970, elle est animatrice de radio à la CBC. Elle occupe les postes de vice-présidente puis de présidente de la Société Makivik entre 1978 et 1985 et dirige le Conseil circumpolaire inuit de 1986 à 1992.

### Carrière universitaire
En 1995, elle devient chancelière de l'Université Trent,.

### Diplomatie
De 1999 à 2001, elle est ambassadrice au Danemark, tout en étant également chargée des affaires circumpolaires de 1994 à 2004. Elle est présidente de la Inuit Tapiriit Kanatami de 2006 à 2012.

### Gouverneure générale du Canada

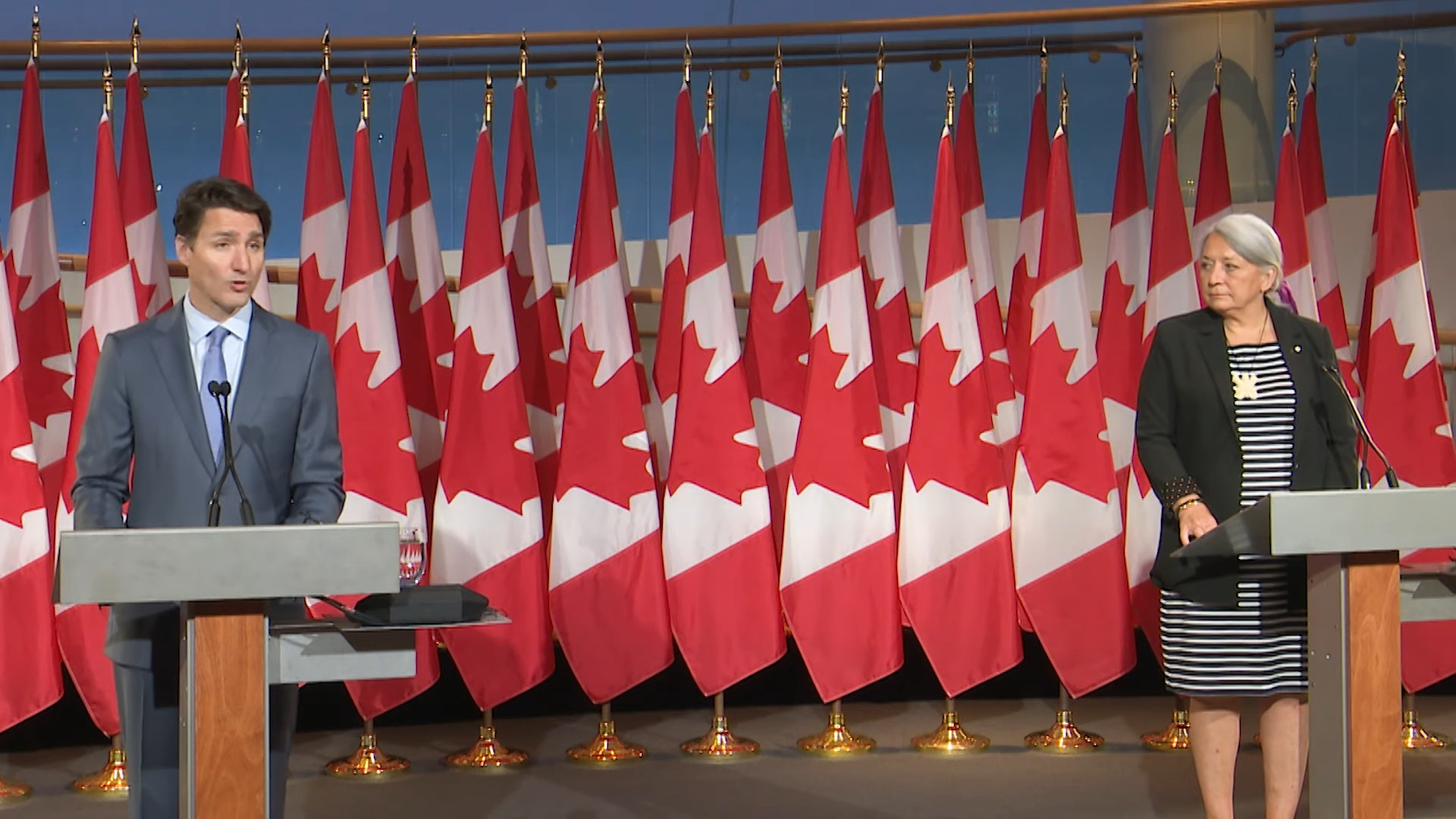
Mary Simon et le premier ministre Justin Trudeau, le 6 juillet 2021.

Le 6 juillet 2021, sa nomination en tant que 30e gouverneure générale du Canada et commandante en chef des Forces armées canadiennes est annoncée par le premier ministre Justin Trudeau. Inuite du Nord-du-Québec (Inuit Nunangat), elle est la première autochtone à occuper la fonction, succédant à l'administrateur Richard Wagner et, indirectement, à la gouverneure générale Julie Payette, qui avait démissionné le 21 janvier 2021.
Mary Simon parle anglais et inuktitut mais pas le français, langue officielle du Canada, ce qui est une exception à ce poste. Elle s'est toutefois engagée à apprendre le français et a prononcé plusieurs phrases en français lors de son discours d'investiture. Le dernier gouverneur général du Canada qui ne maîtrisait pas le français était Ramon John Hnatyshyn, nommé en 1990.

## Distinctions
- Membre de l'Ordre du Canada (1991)[13].
- Officier de l'Ordre national du Québec (1992)[3].
- Médaille d'or du mérite du Groenland (Nersornaat (da), 1992)[14].
- Officier de l'Ordre du Canada (2005)[13].
- Docteure honoris causa de 11 universités canadiennes.